# Melanargia tenebrogigas
Melanargia tenebrogigas är en fjärilsart som beskrevs av Ruggero Verity 1938. Melanargia tenebrogigas ingår i släktet Melanargia och familjen praktfjärilar. Inga underarter finns listade i Catalogue of Life.